# Steffen Luik
Steffen Luik (* 24. Oktober 1969 in Reutlingen) ist ein deutscher Jurist und seit dem 29. August 2018 Richter am Bundessozialgericht.

## Leben
Nach dem Studium der Rechtswissenschaften in Tübingen legte Steffen Luik 1994 und 1996 die beiden juristischen Staatsexamen ab. Die Promotion zur Rezeption Jeremy Benthams in der deutschen Rechtswissenschaft erfolgte berufsbegleitend während der Tätigkeit als Wissenschaftlicher Mitarbeiter am Lehrstuhl von Jan Schröder. Die Arbeit wurde 2001 abgeschlossen.
Der übergangsweise ausgeübten Tätigkeit als Rechtsanwalt schloss sich eine Karriere in der baden-württembergischen Justiz an, zunächst von 2002 bis 2009 als Richter am Sozialgericht Ulm, weiter 2006 bis 2011 als nichtständiges Mitglied des Richterdienstgerichts beim Landgericht Karlsruhe, teils unterbrochen, teils gefolgt von Abordnungen an das Bundessozialgericht, das Bundesministerium für Arbeit und Soziales, das Landessozialgericht Baden-Württemberg und das Sozialgericht Stuttgart. Seit Juni 2013 war Luik Richter am Landessozialgericht in Stuttgart, seit 2016 war er auch dessen Pressesprecher. Im Bundessozialgericht ist Luik seit seiner Berufung zum Richter mit Wirkung vom 29. August 2018 dem 7./8. Senat zugeteilt worden, der für Angelegenheiten aus dem Asylbewerberleistungsgesetz und der Sozialhilfe zuständig ist.
Daneben ist Luik seit 2013 Lehrbeauftragter an der Universität Tübingen für Sozialrecht/Sozialversicherungsrecht und wurde dort 2019 zum Honorarprofessor berufen. Er ist Mitglied des Wissenschaftlichen Beirats der Zeitschrift Recht und Praxis der Rehabilitation und gemeinsam mit Wolfgang Eicher seit 2017 auch Mitherausgeber eines Kommentars zum Recht der Grundsicherung für Arbeitsuchende sowie eines Kommentars zum SGB IX.
Er ist verheiratet und Vater einer Tochter.

## Schriften (Auswahl)
- Steffen Luik: Die Rezeption Jeremy Benthams in der deutschen Rechtswissenschaft. In: Forschungen zur deutschen Rechtsgeschichte. Band 20. Böhlau, Köln, Weimar, Wien 2001, ISBN 978-3-412-09202-3.
- Wolfgang Eicher, Steffen Luik (Hrsg.): SGB II, Grundsicherung für Arbeitsuchende. Kommentar. 4., neu bearbeitete  Auflage. Beck, München 2017, ISBN 978-3-406-70281-5.
- Steffen Luik: §§ 42–48. Leistungen zur medizinischen Rehabilitation. In: Dirk H. Dau, Franz Josef Düwell, Jacob Joussen, Steffen Luik (Hrsg.): Sozialgesetzbuch IX. Rehabilitation und Teilhabe von Menschen mit Behinderungen. Lehr- und Praxiskommentar (LPK-SGB IX). 6. Auflage. Nomos, Baden-Baden 2022, ISBN 978-3-8487-6360-3, S. 223–290